# Міх

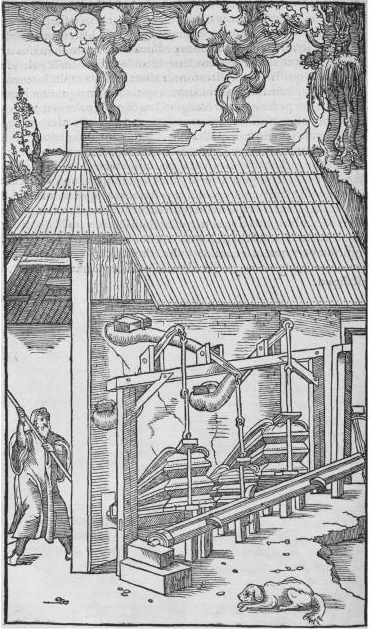
Міхи в металургії — рисунок з праці Георга Агріколи De Re Metallica (1556).

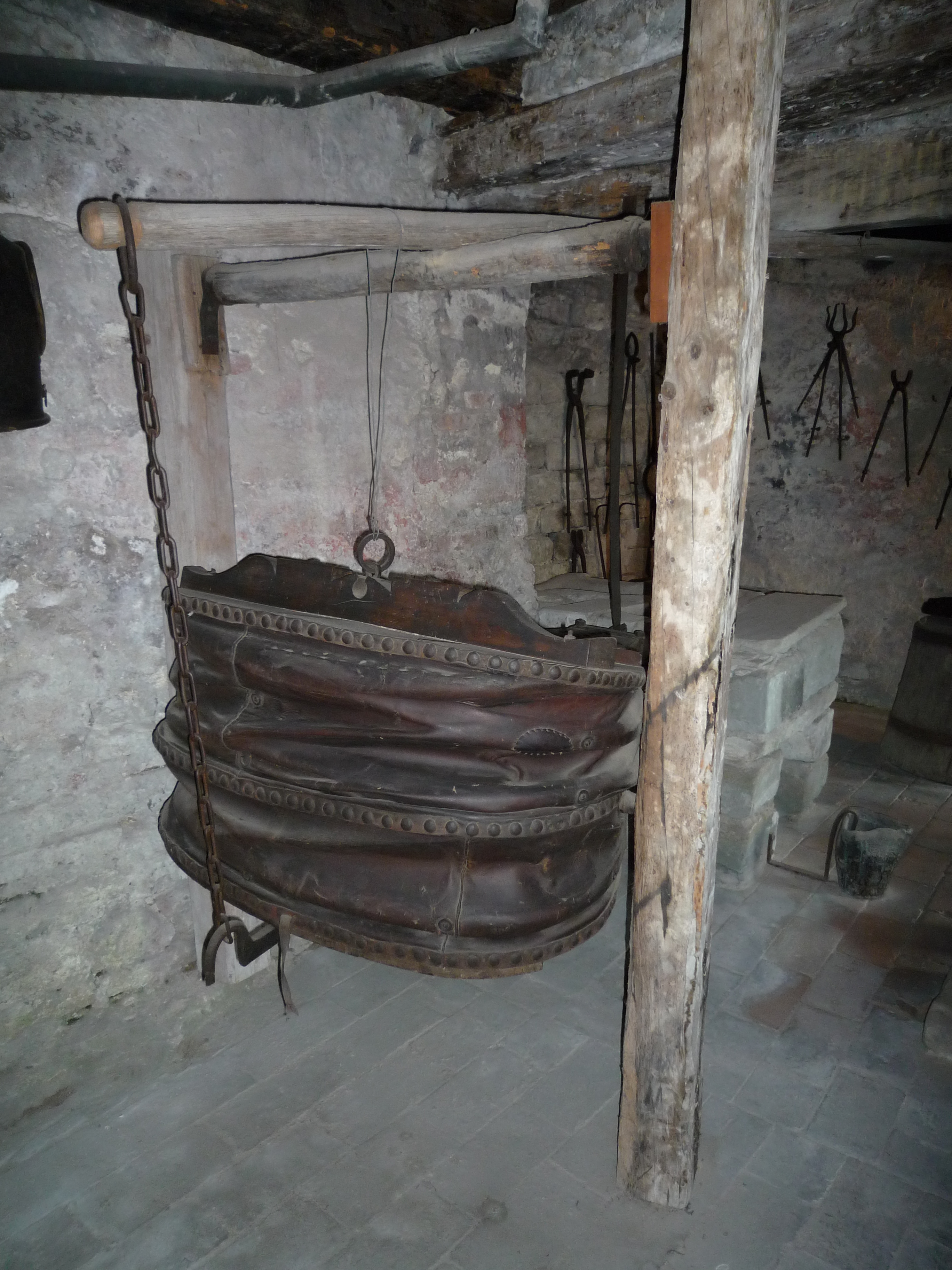
Ковальський міх

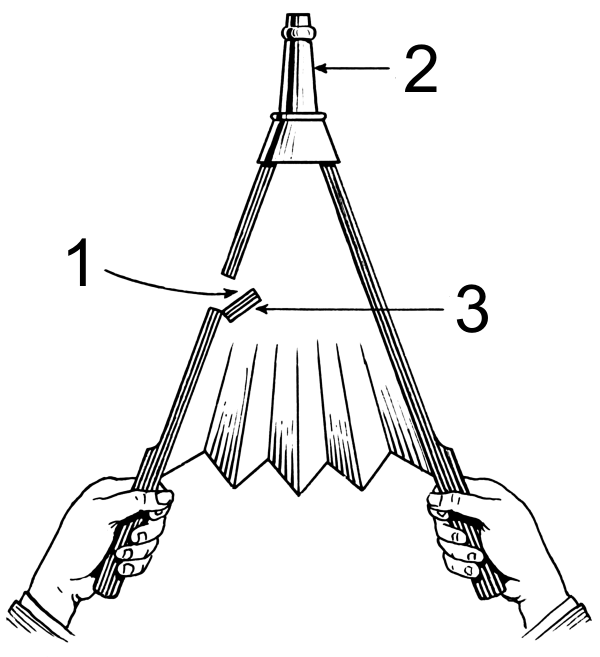
Принцип дії ручного міха:
1. Повітрозабірник.
2. Сопло.
3. Клапан.

Міх — пристрій для контрольованого нагнітання повітря, який використовується в ковальстві, виробництві скляних виробів, а також у конструкції деяких музичних інструментів.

## Використовування

### Ковальський міх
До XIX ст. міхи широко використовувались у металургії і ковальстві для подачі повітря у фурми сиродутних, кричних, тигельних і ковальських горен. Пізніше вони були замінені компресорами, але в невеликих сільських кузнях ручний ковальський міх був звичайним приладом і в XX ст.
Міх для роздмухання вогню відомий з найдавніших часів. Вже тоді для отримання безперервного дуття використовувалися два міхи, що працювали навперемінно (подібно циліндрам у двигуні), звідси і вживання цього слова в множині в багатьох мовах (лат. folles, фр. soufflets, англ. bellows, рос. мехи). На зображеннях Стародавнього Єгипту міх має вигляд глиняної чи дерев'яної круглої посудини, закритої слабконатягненою шкірою. Біля центру в ній пророблено отвір, поперек якого підкладена паличка з прив'язаною мотузкою. Міх приводився в дію ногами раба, який попереміно наступав то на одну посудину, то на другу, тримаючи мотузки від них у руках. Під час натискування нога закривала отвір, і повітря виходило через трубку в дні посудини, у той час як шкіра другого підіймалася рукою за мотузку. Клиноподібні міхи були відомі вже в Стародавньому Римі.
Для переносних горен поширення отримали циліндричні міхи: що складаються зі складчастого шкіряного циліндра з клапаном і соплом. Клиноподібні міхи мають вигляд трикутної призми, що складається з рами і шкіряної оболонки, складеної гармошкою. Для запобігання зворотному току повітря міх споряджається клапаном, найпростіший його варіант — оббиті козячим хутром дощечки і злегка напружені, більш досконалі клапани оклеюють замшею чи лайкою. Для досягнення необхідної температури в горні вимагається тиск від 6 до 12 мм рт. ст.. Ручні міхи споряджені двома ручками з широкої частини і їх проводять у рух безпосередньо руками, аналогічно міху акордеона. Великі міхи закріплені в рамі, і проводяться в дію за допомогою важеля, для швидкого опускання нижньої частини може застосовуватися противага.

### Склодувний міх
Склодувні (гутні) міхи наприкінці XIX ст. могли створювати тиск до 30 мм рт. ст.

### Міх музичних інструментів
Міхи використовуються для створення струменя повітря в таких духових інструментах, як органи, волинки, акордеони, гармонії тощо. Органні міхи повинні створювати невеликий, але рівномірний тиск.

### Міх фотокамер
Міхом називається світлонепроникна частина фотокамери, яка формою нагадує гармонію.

## Інше
- У старовину міхи застосовувалися також для провітрювання гірничих виробок.
- Крім того, у старовину гірники називали міхами великі мішки для води, що зшивались з двох або двох з половиною волових шкур. Такі міхи використовували для водовідливних робіт.
- Для роздмухування полум'я в самоварі замість міха нерідко використовували чобіт, хоча промисловістю випускалися і спеціальні міхи[1].

## Галерея

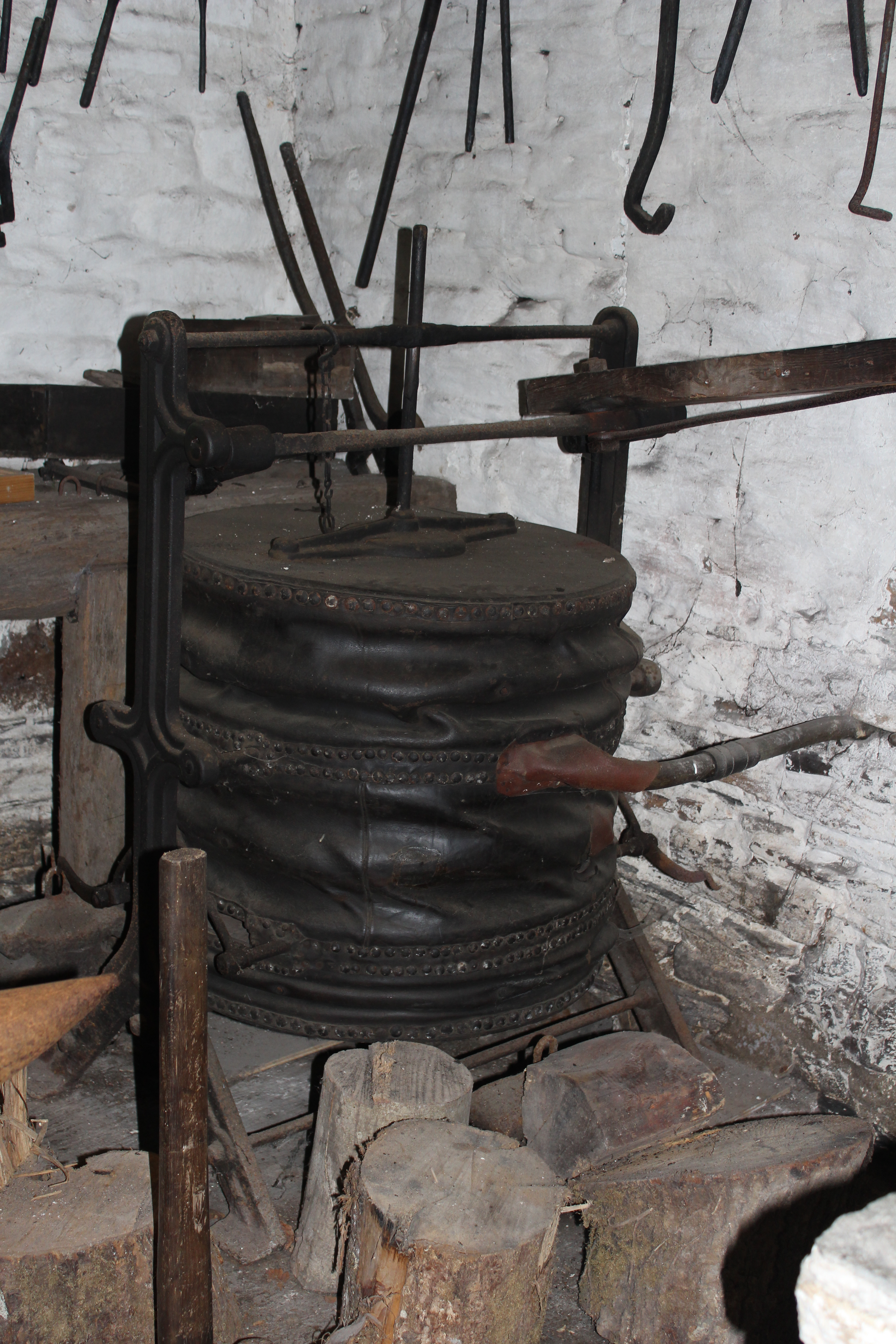
Циліндричний міх
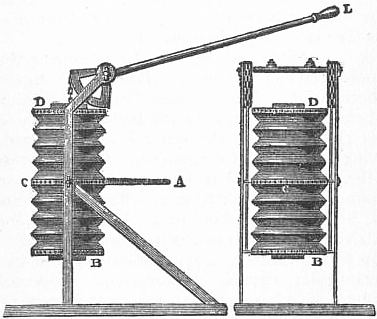
Циліндричний міх, малюнок з Енциклопедії Британіка, 1911 р.
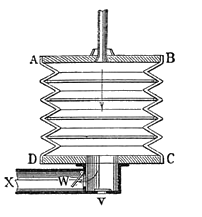
Клапан циліндричного міха. Малюнок з Енциклопедичного словника Меєра, бл. 1885 р.
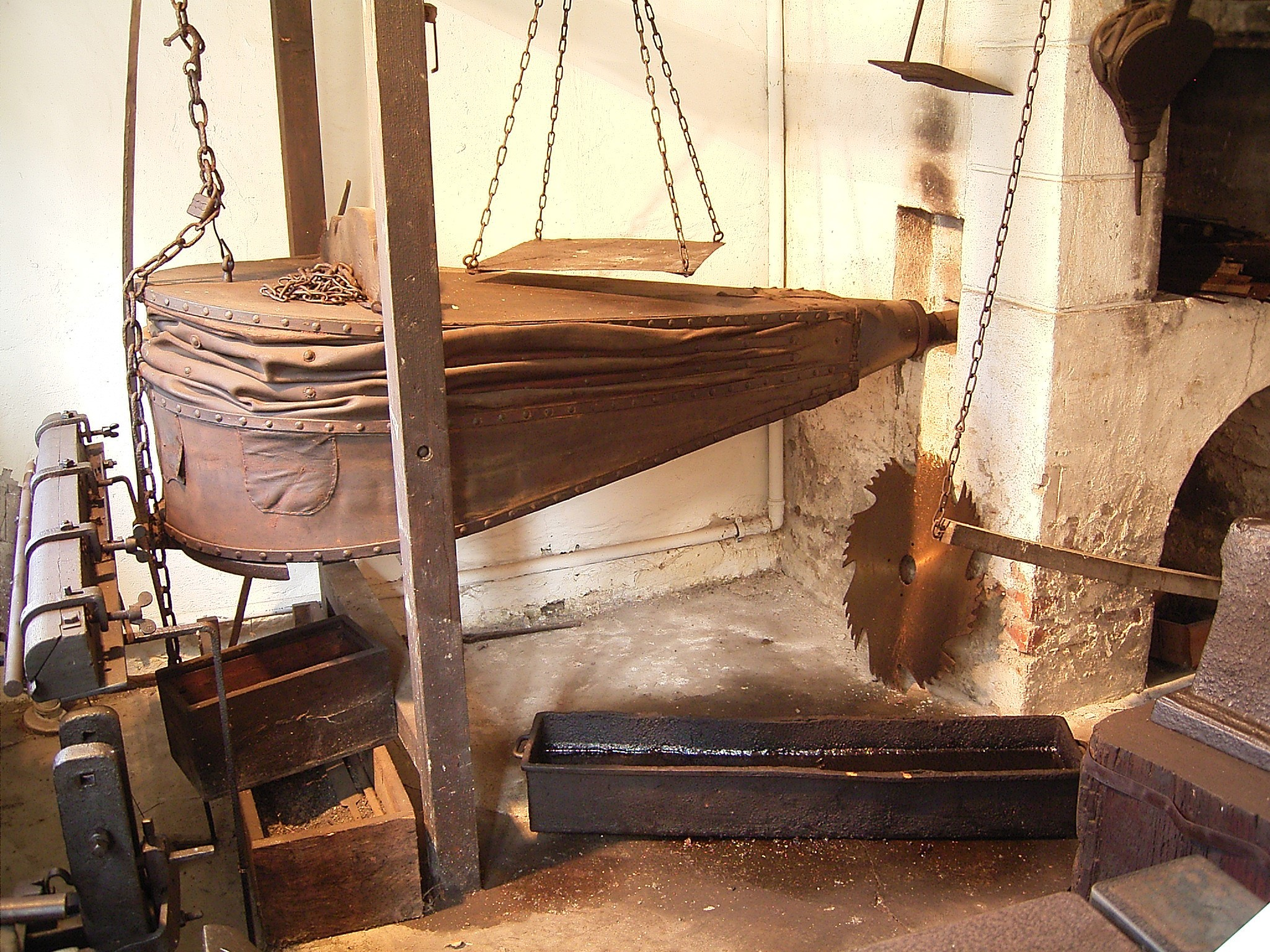
Міх з фурмою для подачі повітря в хлібну піч
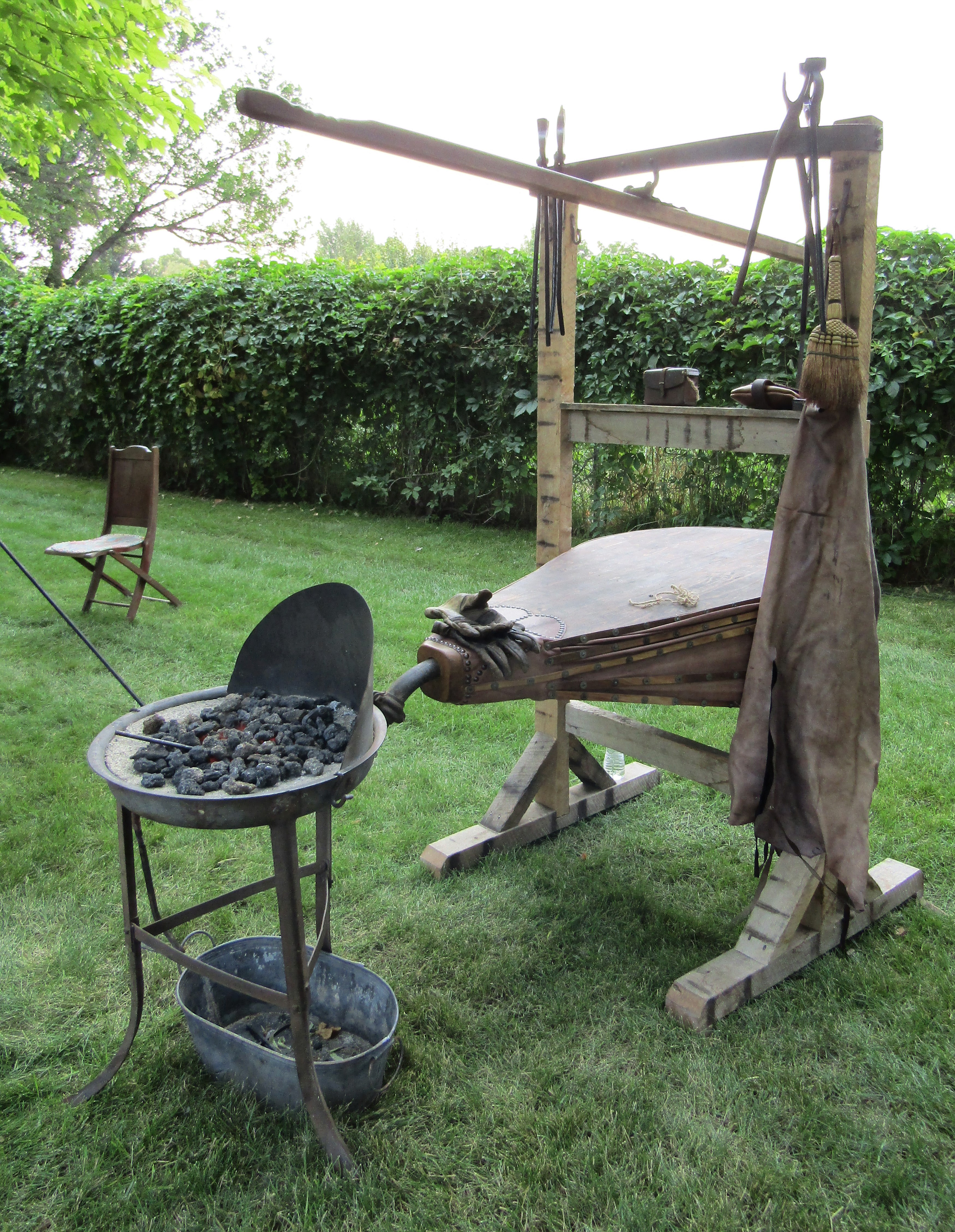
Переносне горно з міхом
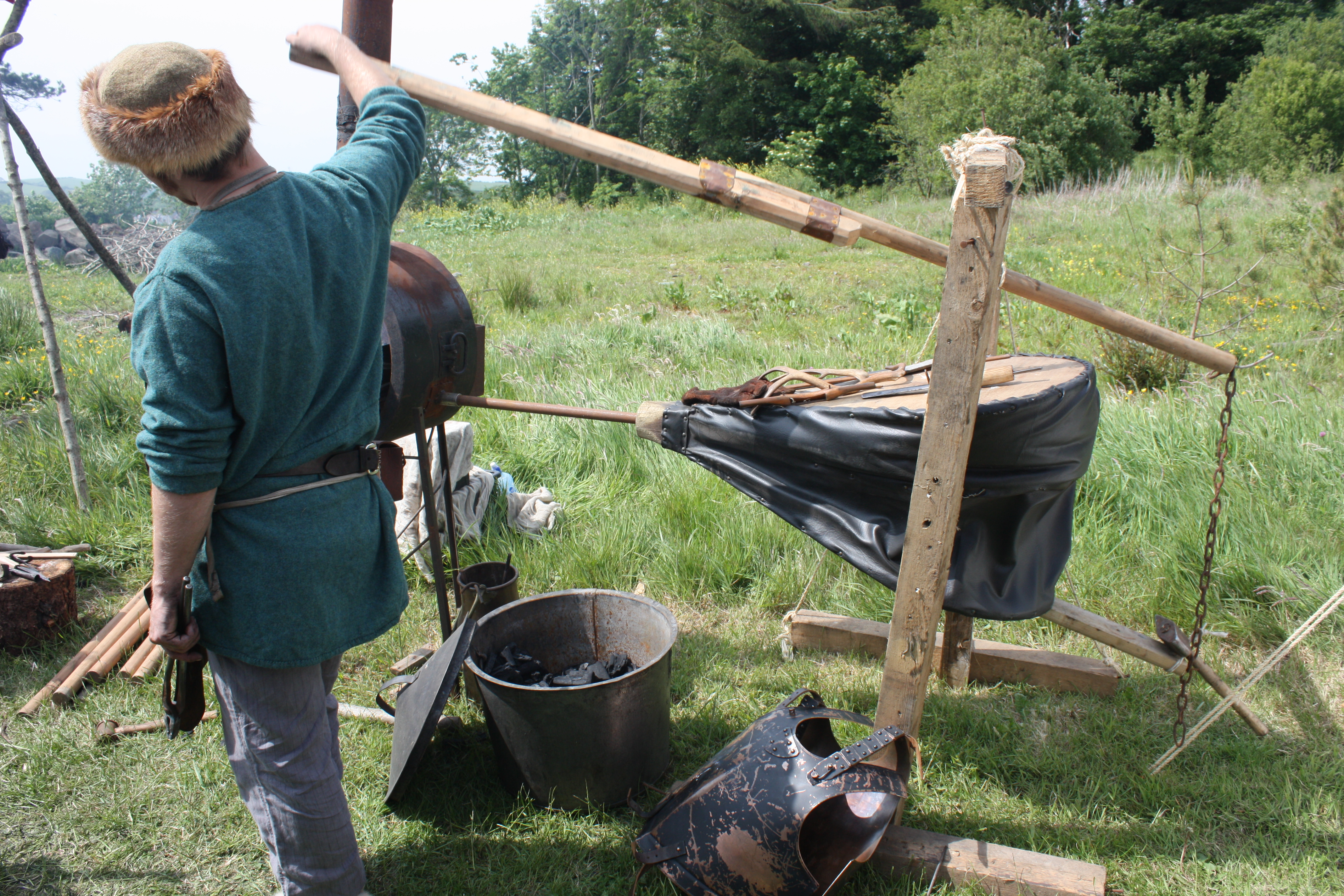
Робота з міхом